# Heinrich Wölfflin
Heinrich Wölfflin   (Winterthur, 21 de juny de 1864 - Zúric, 19 de juliol de 1945) fou un historiador de l'art suís. És considerat l'historiador de l'art més important de tot Europa i un dels estudiosos i crítics més influents a la moderna història de l'art. Va ser deixeble de Jacob Burckhardt i catedràtic a les universitats de Basilea, Berlín, Múnic i Zúric. Va donar les bases metodològiques dels estudis formalistes de l'art, deixant clar que per ell la paraula ·forma" tenia significats diversos, perquè tot és forma a les arts plàstiques i una anàlisi formal completa captaria l'element espiritual. Va ampliar el limitat enfocament culturaliste de la història de l'art que predominava llavors, ploratizat en dos conceptes fonamentals: el classicisme, entès com a vèrtex de perfecció, al qual es contraposa el barroc, que sempre el segueix.

## Biografia

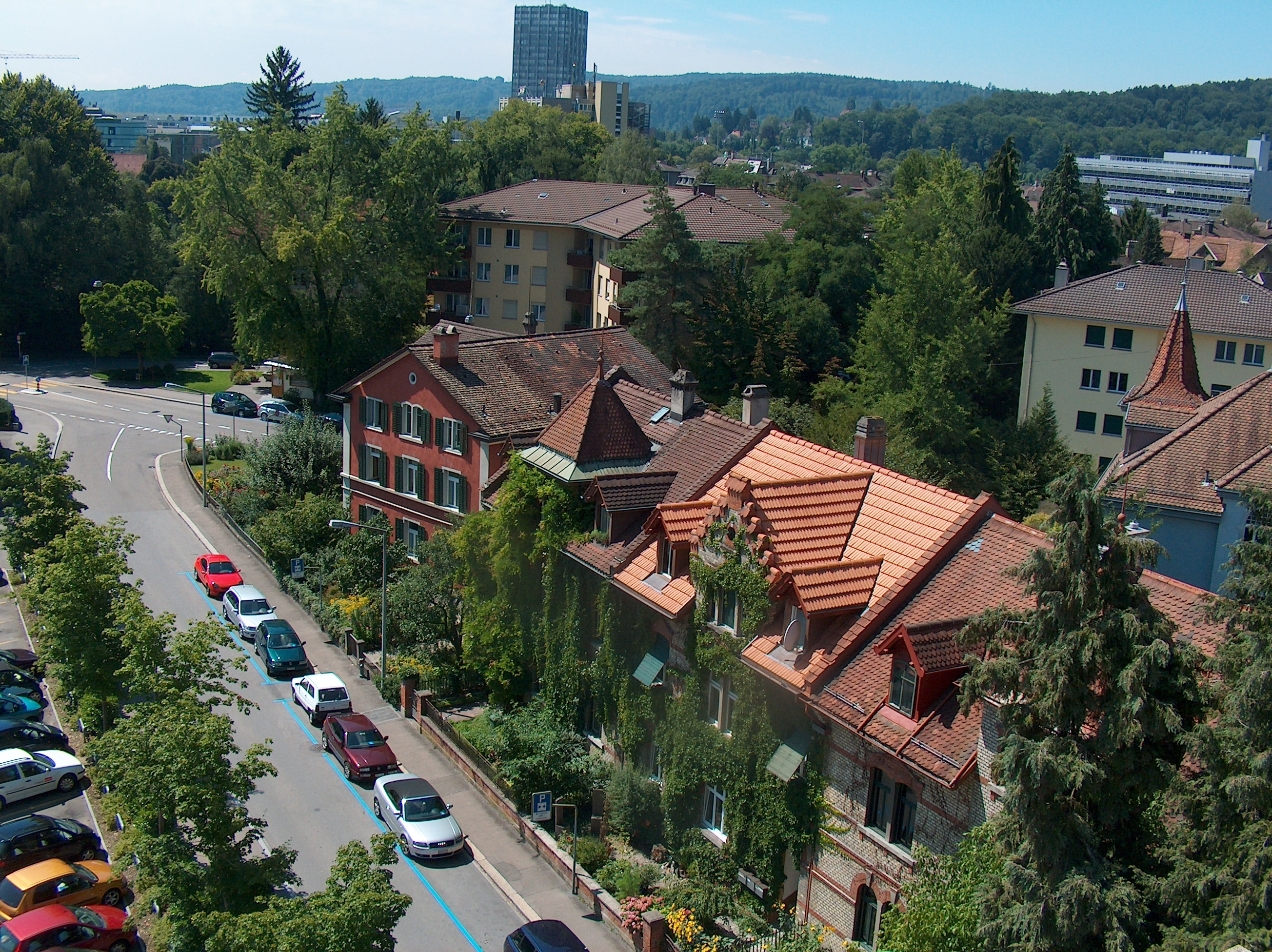
H.Wölfflin va néixer l'any 1886 a la ciutat de Winterthur (Suïssa)

H.Wölfflin va morir l'any 1945 a la ciutat de Zúrich (Suïssa)

Heinrich Wölfflin va néixer a Winterthur, Suïssa, l'any 1864. Provenia d'una família benestant i culta, fill d'un clàssic erudit, Eduard von Wölfflin (1831-1908), professor de filosofia a la Universitat de Zúrich, i de Bertha Troll - Greuter (1839-1911). Entre 1882 i 1886 va estudiar filosofia a la Universitat de Basilea sota l'atenció de Johannes Volkelt (1848-1930), però gràcies a les conferències de l'historiador de la cultura Jacob Burckhardt, Wölfflin va desenvolupar l'entusiasme per la història de l'art. Va continuar estudiant filosofia a Berlín sota l'eminència Wilhem Dilthey (1833-1911), el seu treball va influir a Wölfflin durant tota la seva vida. En aquells anys es va traslladar a Múnic perquè el seu pare va aconseguir feina allà, encara que no va deixar d'estudiar filosofia i història de l'art.
El seu primer gran professor va ser Jacob Burckhardt, un estudiós emblemàtic de la Universitat de Basilea, i pel qual Wölfflin va sentir una gran admiració. En una carta dirigida als seus pares durant el seu primer semestre, parlava així del seu mestre:  "Qué riqueza de pensamiento! Qué filosofía". Però Wölfflin no va saber trobar en el seu mentor una associació productiva des del punt de vista metodològic. Però sempre elogiava al seu mestre, i a ell li va dedicar el seu llibre Die klassische Kunst (L'Art Clàssic) i després el recordaria a Reflexionen über Kunstgeschichte (Reflexions sobre la història de l'art), 40 anys després.
A Múnic va escriure la seva tesi doctoral, l'any 1886; Prolegomena zu einer Psychologie der Architektur (Prolegòmens a una psicologia de l'Arquitectura), amb l'ajuda de Heinrich Brunn i basant-se en la concepció metodològica de Wilhelm Dilthey, que va estudiar durant dos semestres a la Universitat de Berlín. Contràriament als possitivistes, Dithey era Kantià i pregonava una epistemologia de les ciències culturals amb una descripció psicològica com a fil conductor. Segons ell, el que distingia a les ciències culturals de les ciències naturals, era que la consciència és la base del coneixement humà. L'interès de Wölfflin es va centrar en els principis d'anàlisi d'obres d'art, tant com en l'art mateix. Els dos anys següents de la seva dissertació els va passar a Itàlia, fet que va donar com a resultat el seu primer llibre: "Renaissance und Barock" (Renaixement i Barroc) (1888). Wölfflin va tornar a Múnic per donar una conferència a la Universitat de Múnic. L'any 1893 va tornar a Basilea per succeir al seu mentor, Jacob Burckhardt, i durant aquest temps va escriure "Klassische Kunst"  (Art clàssic) (1898), que es convertiria en un dels seus llibres més populars. El 1901 Wölfflin va ser cridat a la prestigiosa Universitat de Berlín per ser professor, succeint al popular Hermann Grimm. Les conferències de Wölfflin van superar a Grimm en popularitat. També va estudiar en un institut d'història de l'art a Berlín, dirigit pel talentós historiador d'art i erudit, Wilhelm Waetzoldt.
Els estudiants de les seves classes a Berlín quedaven entusiasmats; però molt més va quedar Ernst Gombrichper l'estil de lliurament de Wölfflin, encara que no per la seva metodologia. Wölfflin, autor de l'única monografia sobre un artista individual -Die Kunst Albrecht Dürer (L'art d'Albert Dürer) (1905)-, durant aquest temps, en part per apaivagar als crítics d'art no alemany que ensenyaven a Berlín. Per aquells anys també va conèixer i es va comprometre amb Adele Auguste (Ada) Bruhn (1885-1951), filla de l'amo d'una fàbrica de rics i ballarins. El 1913 Adele Bruhn va trencar el compromís per casar-se amb l'arquitecte de la Bauhaus, Ludwig Mies van der Rohe (1886-1969). Wölfflin no es va casar mai.
L'any 1910, Wölfflin va renunciar a la seva càtedra a la Universitat de Berlín per causes polítiques, a l'anar en contra del clima conservador de l'imperi Prussià. El 1924 el nacionalisme present a Alemanya va obligar a Wölfflin a tornar a la seva Suïssa natal, més concretament a Zürich. Els seus anys allà van estar marcats per la publicació de dues obres: "Italien und das deutsche Formgefühl" (1931), adaptació significativa dels seus "Principis de l'Art", i "Gedanken zur Kunstgeschichte" (Reflelexions sobre la història de l'art).
Les seves "Reflexions sobre la història de l'art" (1941) les va dedicar als seus oients de Basilea, Berlín, Múnic i Zurich. El seu estil pedagògic es considerava fascinant. Va ser el primer a qui se li va acudir ajudar les paraules amb imatges d'obres d'art projectades a una pantalla en un saló obscur. Wofgang Born, un dels seus alumnes, va arribar a dir que les seves classes eres un vertader "espectacle intel·lectual". Alfred Neumeyer, un dels alumnes més brillants de Wölfflin va arribar a dir d'ell que havia sigut el professor més grandiós que va tenir a la universitat. Recordava com una experiència inoblidable les seves classes a l'Auditori Maximun de la Universitat de Múnic, referent a la pintura del segle xix i començaments del xx. Per ell no era un professor de gaires adjectius, sinó de revelacions òptiques i comparacions visuals. Les formes artístiques eren els fonaments de les seves paraules. Sempre feia referència a l'explicació de la Psicologia de la Gestalt i el fenomen òptic.
Wölfflin es va dedicar durant quasi tota la seva vida a la maduració de la idea que l'art posterior als primitius, quelcom l'art del Renaixement sempre va considerar clàssic, era una culminació i, com a tal, havia de ser posat en un lloc primerenc. Segons Wölfflin, el canvi d'estil del Renaixement al Barroc era un clar exemple de com l'esperit d'una nova època crea una nova forma. La seva intenció principal en els seus estudis i crítiques era destacar el contingut artístic de l'art clàssic italià i donar a entendre com en el Cinquecento aquest art va madurar. Per Wölfflin l'art clàssic era la continuació natural del Quattrocento.

## Influències teòriques i pensament

### Primeres influències teòriques

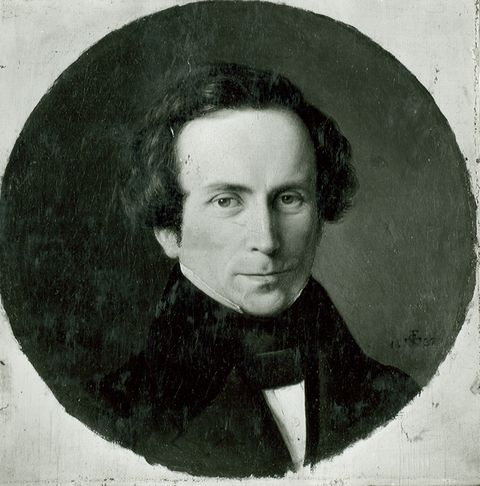
Karl Schnaase (1798-1875) va influenciar a Wölfflin en els seus primers anys amb la seva idea de l'art amb un caràcter teològic propi

Heinrich Wölfflin, abans de començar els seus estudis en història de l'art, estudiava filosofia, per això va tenir influències de la filosofia neokantiana que dominava a les universitats alemanyes de l'última meitat del s.XIX, on s'explicava com les nostres ments i la nostra percepció ens feien veure el món de la manera en que vivíem. Això podia garantir el nostre coneixement dels objectes del món exterior i examinar com projectem coses sobre ells o com les identifiquem en circumstàncies especials, sobretot quan ens enfrontem amb l'arquitectura, la música i la pintura, del que Wölfflin s'ocupa.
El 1886 Wólfflin va acabar la seva tesi doctoral i poc després va escriure unes paraules sobre el que és propi de l'arqueologia i de l'estudi de la filologia de l'art. Volia trobar la documentació més precisa de les obres d'art, la relació i catalogació de característiques arquitectòniques i les anàlisis detallades. La concepció que Wölfflin tenia de les interpretacions estava molt influenciada per la psicologia de la percepció, per la idea de la transformació de l'art a través de la història. A la seva disposició tenia tres teories importants:
- L'art com el reflex d'un canvi cultural.
- L'art amb un caràcter teològic propi (segons creia Karl Schnaase).
- L'art com a conseqüència d'un procés d'enriquiment i elaboració.

El problema principal que Wölfflin va afrontar durant tota la seva vida, va ser la transcendència de la percepció literal de les obres d'art per mitjà de la interpretació crítica. Era la troballa d'un principi d'interpretació.
S'ha de tenir en compte que el moviment formalista apareix com una resposta al positivisme de Hippolyte Taine (1828-1892). El positivisme buscava les lleis fora de l'obra d'art, en canvi, el formalisme les busca en el lògic desenvolupament de l'art; els positivistes creien en el continu progrés de l'art, però el formalistes creien que l'art es repetia constantment al llarg de la vida; encara que el principi fonamental del formalisme era pensar que les formes artístiques es generaven per si mateixes. El formalisme es basa en la forma, busca unes lleis universals i pretén detectar tendències i ritmes d'evolució en els fets artístics.
El formalisme de Wölfflin té certes limitacions quan parlava que a l'estil clàssic li segueix una elaboració Barroca per després començar tot de nou, però els crítics de Wölfflin no han establert clarament on està la frontera entre la força crítica i les debilitats teòriques. A partir del 1886 i durant trenta anys, va estar revisant constantment la seva posició, al que li va fer adoptar quatre punts de vista substancialment diferents: les seves dues primeres obres principals, Renaissance und Barock (Renaixement i Barroc) (1888) i Die klassische Kunst (L'art clàssic) (1899), destruint clarament els seus propis programes, un fet del que Wölfflin era conscient. Cada nou llibre pot interpretar-se com una revisió d'una obra anterior. Les seves modificacions són canvis d'enfocament amb els seus beneficis i les seves pèrdues.
En general, l'estructura de les seves idees formalistes les va contribuir les idees de Wilhelm Wundt (1832-1920), sobretot quan s'ocupa d'establir la relació entre l'artista i l'entorn. La concepció de la forma com una cosa sense solidesa, fora de l'obra de l'art de Wölfflin, provenen de Wundt. Per una banda, per Heinrich Wölfflin el més important era estudiar l'evolució interna de la forma, ja que l'evolució creadora tenia una vida que li era pròpia. Encara que, per altra banda, no creia que l'evolució de les formes fos només un procés mecànic, quelcom que compliria d'igual manera sota altres circumstàncies. Per ell l'evolució es produïa de manera diferent en cada lloc; estava convençut que l'evolució de les formes tenia el seu aspecte intern com extern, i vinculats entre si. La feina de l'historiador de l'art era entendre aquesta relació.

### La teoria de l'empatia
Wölfflin va donar molta importància a la teoria de l'empatia per poder definir clarament l'actitud creativa de l'artista amb la forma: "siempre proyectamos sobre los objetos un estado corporal por analogía con nuestro propio cuerpo". A la tesi doctoral ja va poder explicar-la amb més profunditat: com a través de la nostra empatia es podia donar als objectes humor i actituds corporals semblants a les humanes. Al seu llibre Renaissance und Barock (Renaixement i Barroc) (1888) va poder posar en pràctica això, però d'una forma no tan antiga, sinó com a exemple d'una concepció més àmplia. Finalment va desenvolupar aquesta teoria fins no ser una identificació empàtica, sinó veure de forma literal un suggeriment del que en realitat no és.
La teoria de l'empatia segons com Wölfflin creu que la fa servir, no acaba sent una interpretació dels nostres estats corporals, sinó que la referència acaba sent la nostra concepció de la ficció, quan les coses fan pressió unes amb les altres. Un exemple d'això, de la distinció entre la realitat i les aparences, és el que va exposar Wölfflin: "En resumen, la arquitectura estricta obra sobre nosotros a través de lo que ella es, por su realidad material; la arquitectura pictórica actúa en cambio por lo que parece, por la impresión que da del movimiento. Queremos hacer notar que estos dos términos opuestos no excluyen nunca el uno al otro"

### El canvi de teoria després del seu assaig: "Els antics arcs de triomf a Itàlia"

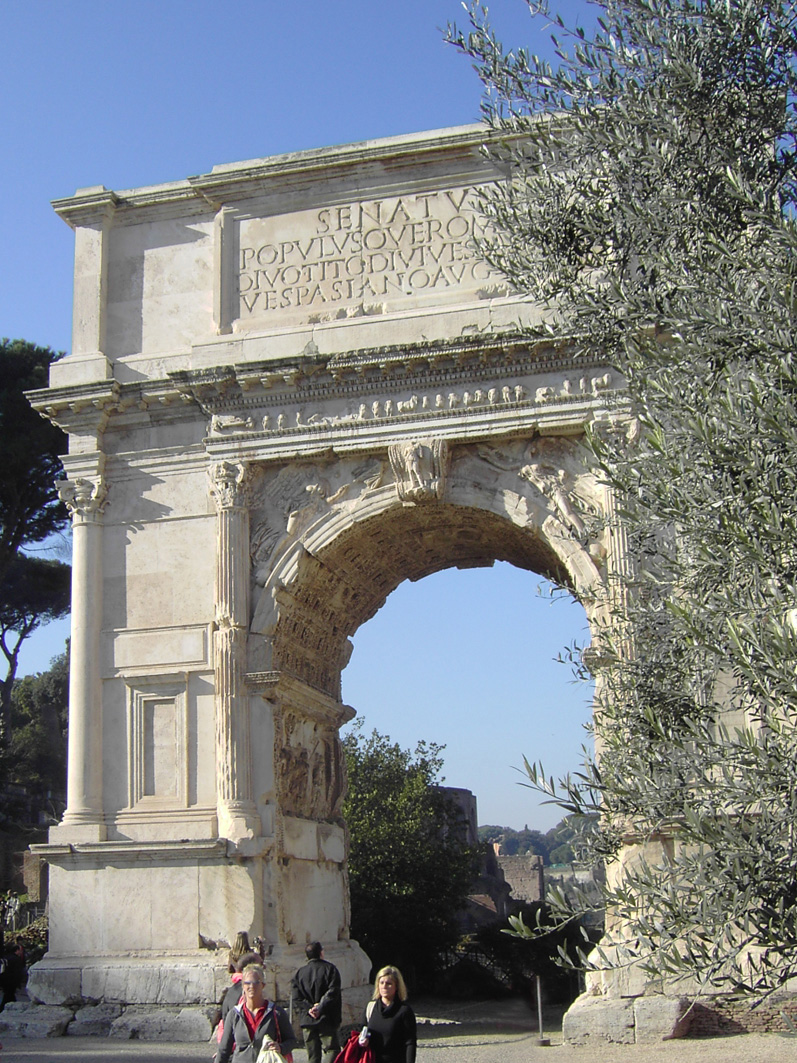
"Arc de Tito" (Roma) Exemple d'un dels arcs de triomf que va cridar l'atenció de H.Wölfflin pels seus estudis.

L'any 1893 Wölfflin va escriure l'assaig anomenat "Die antiken Triumphogen in Italien", adoptant una postura més allunyada del que es podia llegir a Renaissance und Barock (Renaixement i Barroc)". Va ser aquest any quan va renunciar a la teoria de l'empatia, per poder donar interpretacions crítiques, i la va substituir per una concepció d'organització visual. Pel seu estudi escull un únic objecte: l'arc del triomf romà d'un sol arc i quatre columnes, interessantt-se per la relació entre l'arc i la torre. Un dels punts més importants que planteja Wölfflin en aquest estudi és que, l'última obra realitzada en un gènere, tenia l'objectiu de resoldre un problema previ. Una certa semblança la trobem en Aristòtil quan parlava de l'evolució de la tragèdia, de la manera en que un gènere aconsegueix la seva organització culminant i òptima. A diferència d'Aristòtil, descriu l'evolució de l'art a través de les obres que superen els problemes presents de les obres inicials. Amb tot això, si més no, Wölfflin va poder completar dues característiques fonamentals:
1. Acceptació d'una tradició visual completament autònoma.
2. Comprensió dels grups d'obres a partir de la transformació d'aquests.

### Influència teòrica d'Adolf von Hildebrand

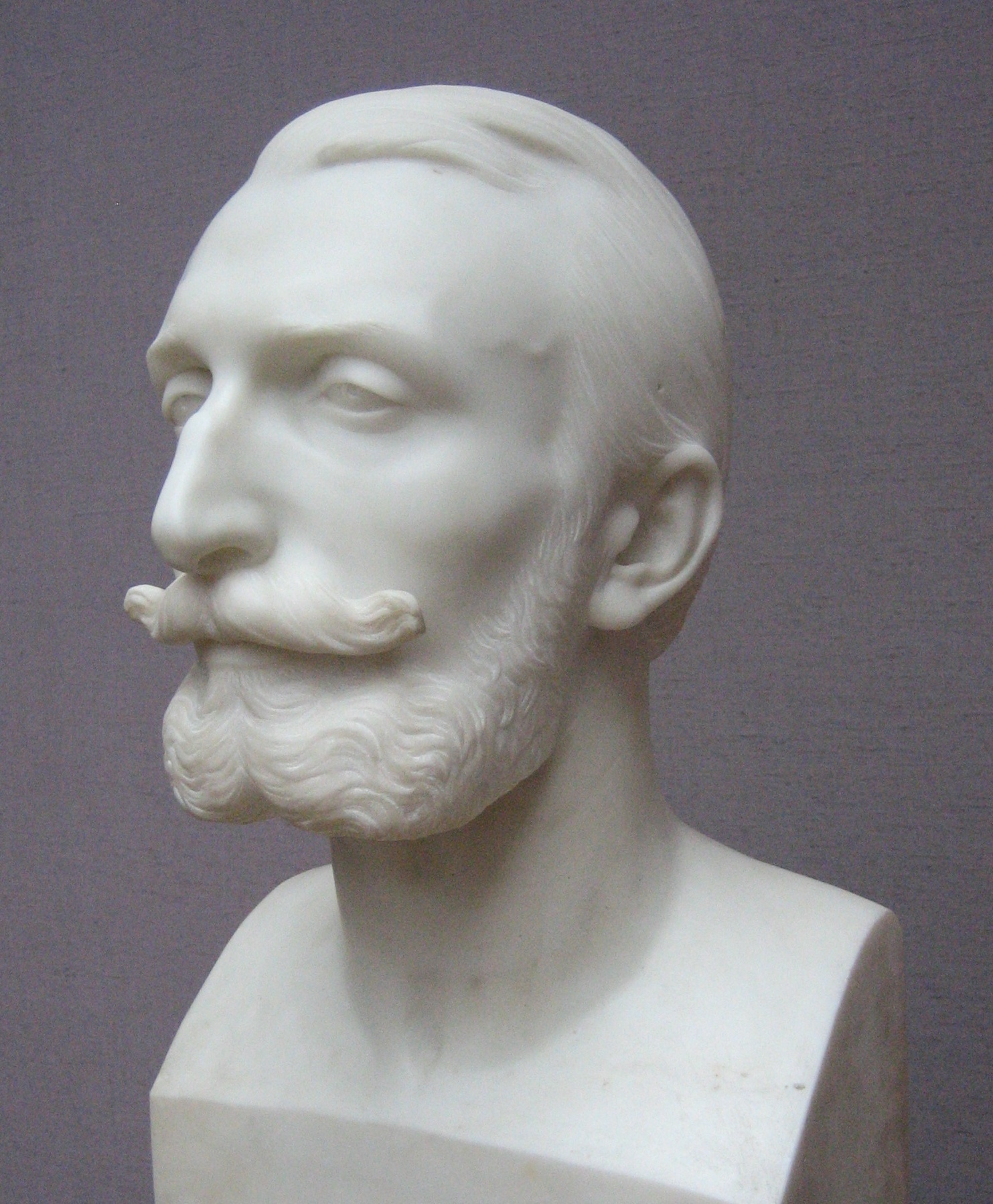
Bust d'Adolf von Hildebrand (1847-1921)

Encara per l'any 1893, Wölfflin es va influenciar del pensament d'un autor de la generació anterior que ja venia influenciat de les idees del filòsof Konrad Fiedler, que entenia l'art com un ésser autònom, no com un reflex o producte de les condicions socials. El llibre de Hilderbrand, on exposava aquesta teoria de forma més simplificada, era "Das Problem der Form in der Bildenden Kunst" (El problema de la forma a la pintura i l'escultura) (1893), on parlava de com podíem construir els objectes de la nostra percepció per poder establir un espai tridimensional des d'un punt de vista únic. Per Hilderbrand era obvi que apreníem les formes que es presentaven en un angle recte a la nostra línia de visió, i que teníem poca idea de les relacions de profunditat. La seva creença de què les formes que es troben en el pla i angle recte a la línia de visió podien ser apreses i que les relacions restants només s'aproximaven a aquest pla o a un conjunt d'aquests.
Wölfflin va veure ideal aquesta anàlisi en l'escultura clàssica en relleu. Ja per Jacob Burckhardt era un procediment on la sensibilitat de l'antiguitat il·luminava la seva pròpia concepció d'equilibri interior, tal com es pot veure millor explicat a Die klassische Kunst (L'art clàssic) .

### La familiaritat en el tractament de les formes
L'any 1915, Heinrich Wölfflin va fer un desenvolupament artístic propi en termes de familiaritat creixent amb una família de formes que feia possibles les noves classes d'elaboració. L'evolució de l'art fent referència a la familiaritat en el tractament de les formes i que es pot veure clarament en el seu llibre Kunstgeschichtliche Grundbegriffe (Conceptes fonamentals de la història de l'art). D'aquesta manera, Wolfflin ja diu respecte a l'aparició de l'art barroc:
"Pero la evolución no tendrá lugar sino cuando las formas han ido pasando de mano en mano el tiempo suficiente o, mejor dicho, cuando la fantasía se ocupó de ellas con el suficiente entusiasmo para poder arrancarles las posibilidades barrocas"
Per Wölfflin un artista podia adoptar característiques dels artistes anteriors, però l'obra sempre seria un resultat de si mateixa. Demostrar que tot artista té el seu estil, encara que pugui tenir reflexos d'anteriors. Però tot això només es podrà captar a partir de l'evolució de les formes de manera diferent a cada lloc i, inclòs, a cada obra.

### La transformació de l'art a través de la història
Wölfflin relacionava una teoria a partir de l'autotransformació de l'estil a través de la història, Wölfflin va establir el principi que tot moviment artístic o cultural crea a la seva època de major esplendor, obres d'art plenitud de forma i fons, les aspiracions estètiques dels seus creadors. Aquestes obres seran els clàssics del nou moviment, de la nova etapa cultural. Així es pot arribar a parlar d'un classicisme renaixentista, d'un classicisme barroc, d'un romàntic o realista, etc. Però hi havia dos problemes: 
- No estava clar com es relacionava la transformació de l'estil amb la comprensió de les obres particulars. Per exemple, en les obres antigues no sempre es relacionen de la mateixa manera amb les obres més recents.
- Una obra pot valer-se d'una obra anterior sense que ella mateixa es presenti com una variació d'aquesta.[20]

## Recepcions de la doctrina de Wölfflin
Va ser l'any 1911, quatre anys abans que es publiqués Kunstgeschichtliche Grundbegriffe (Conceptes fonamentals de la història de l'art), quan Wölfflin va exposar totalment la seva doctrina artística, donant una exposició molt substancial de la seva doctrina en un discurs que va llegir davant l'Acadèmia de Ciències de Prússia. Això només va fer que els seus adversaris, sobretot referint-nos a Alemanya, creixessin en nombre.
Willem Drost és un clar exemple d'un d'aquells adversaris que no podia creure que Wölfflin veiés "forma oberta" ja en el segle xvii, quan s'oferia, segons ell, el més tancada possible. Tampoc entenia com Wölfflin podia creure en què en el segle xvi, quan del món es tenia només una idea summament vaga, es tingués una completa claredat de la presentació artística; i que en el segle xvii, quan es pretenia conèixer el món amb exactitud matemàtica, no posseïa aquella presentació sinó claredat relativa. A més a més, Willem Drost creia que Wölfflin havia de confessar que la forma no és mai un símbol expressiu de l'esperit de l'època, perquè creia que estava equivocat.
Wölfflin opinava que, a més a més de les varietats que a l'estil donen els individualistes, les èpoques i els països, i prescindint de la qualitat de les obres, hi ha una segona arrel de l'estil, purament formal, que són les diferents maneres de representació artística, a partir de les diferents maneres de veure, i analitzant el període de transició del Renaixement al Barroc, tal com fa en el seu llibre de 1915. A partir d'aquí, un dels més importants adversaris de Wölfflin va ser Schmarsow en el seu treball "Ciència de l'art i filosofia de la cultura amb els mateixos conceptes fonamentals". Sempre va definir l'art com una actitud creadora de l'home amb relació al món, però sense entendre aquest com el fet material, sinó tot el conjunt de morals, religions...O sigui que per ell no existeien els conceptes fonamentals per mitjà de l'estudi d'un període històric, com exposava Wölfflin a diferència de Schmarsow, que se centrava més en el concepte psicològic.
Oscar Wulff creia que les arts s'explicaven a través de dos principis: el rítmic (domina la pintura i l'escultura) i el reproductiu (el propi de la pintura i l'escultura). Així doncs, les arts naixien de la visió pictòrica o de la visió plàstica. La visió pictòrica, en si, acabaria sent la "representació visual". Aquestes idees principals de Wulff ja donaven una certa referència de com aniria contra Wölfflin, sobretot pel fet que l'estètica antiga deduïa tots els conceptes artístics a partir de la idea de bellesa, i quan això es va abandonar, es va procedir psicològicament, un fet que Wölfflin no va practicar, ja que no va fer estudis comparatius i es va limitar a dir que el que succeïa en l'antiguitat i l'Edat Mitjana era el que es donava també en el seu període. Però Wulff no només es va dedicar a donar adversitat en aquests punts, sinó que va voler censurar les cinc oposicions que Wölfflin va escriure en el seu llibre Kunstgeschichtliche Grundbegriffe (Conceptes fonamentals de la història de l'art) i que podem veure en l'apartat de més a baix, "Obres publicades". Wulff va acabar explicant que la idea de Wölfflin. la què la visió ha sigut el que ha variat amb el temps, és incompatible amb els fets psicològics.
Des del punt de vista històric hi ha G. Rodenwalt, que combatia a Wölfflin, sobretot pel fet que no creia en què l'oposició entre els segles xvi i xvii es fes també en l'antiguitat. Posant com per exemple a Rembrandt, per ell inconcebible en l'art antic.
Trobem també, des d'un terreny arquitectònic, a Fritz Schumacher. En el seu treball "El domini artístic de l'espai: notes marginals al llibre de Wölfflin", on dona la seva contraposició respecte a què en el Barroc cada edifici tenia la seva pròpia individualitat, i quan es reunien formant grups no era "el pictòric" -tal com explica Wölfflin-, sinó "el pintoresc", que és una altra cosa i no està renyit amb el fet lineal. El més destacat del Barroc, segons Fritz, era el començament del tridimensional.
Finalment, un altre exemple d'autor va ser Herman Beenken. En el seu llibre "Conseqüències i comès de l'anàlisi estilístic" no es podia veure com un vertader adversari de Wölfflin, però sí que li reprenia certes coses. Beenken pensava que en les comparacions s'havia de partir dels elements, i es fixava en com la representació espcaial era cada vegada més complexa, a diferència de Wölfflin, que creia que el passat era igual, o semblant.

## Obres publicades

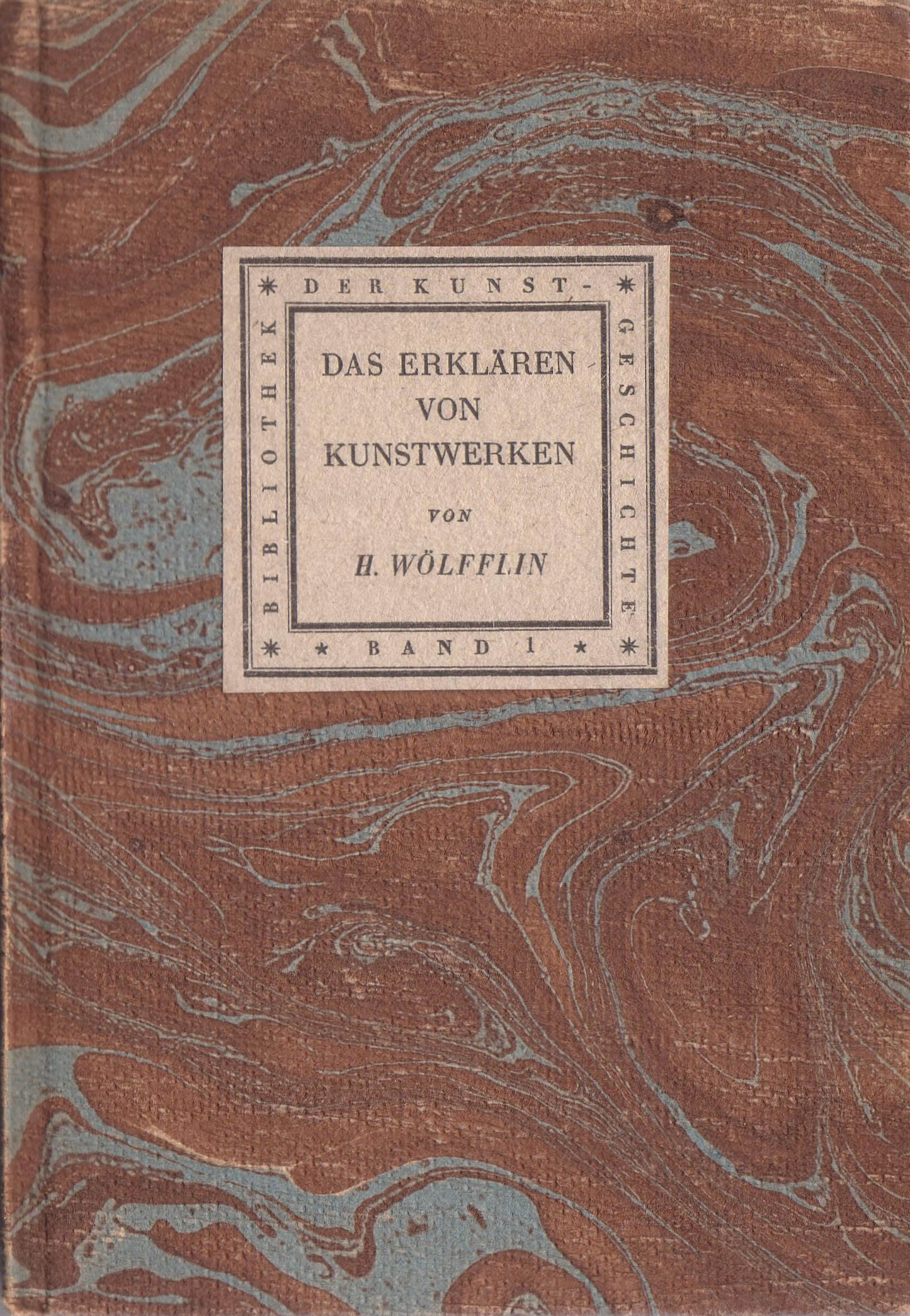
Portada del llibre: Das Erklären von Kunstwerken. 1921

- Prolegomena zu einer Psychologie der Architektur (Prolegòmens a una psicologia de l'arquitectura), Múnic, 1886 (Tesi doctoral).
- Die Jugendwerke des Michelangelo (Les primeres obres de Miquel Àngel), Múnic 1891
- Renaissance und Barock: eine Untersuchung über Wesen und Entstehung des Barockstils in Italien (Renaixement i Barroc: una investigació de la natura i l'origen de l'estil barroc a Itàlia), Múnic 1888
- Die klassische Kunst: Eine Einführung in die italienische Renaissance (Art clàssic: una introducció al Renaixement italià), Múnic 1899.
- Die Kunst Albrecht Dürers (L'art d'Albert Dürer), Múnic 1905.
- Kunstgeschichtliche Grundbegriffe: Das Problem der Stilentwickelung in der neueren Kunst (Conceptes fonamentals de la història de l'art), Múnic 1915
- Das Erklären von Kunstwerken (Parlar-li a les obres d'art). E.A. Seemann, Leipzig 1921
- Die Bamberger Apokalypse (L'Apocalipsi de Bamberger),1930
- Reflexionen über Kunstgeschichte (Reflexions sobre la història de l'art), 1941

Els seus quatre grans llibres, que encara avui resulten de referència, són:

### Renaissance und Barock(Renaixement i Barroc) 1888
Va ser un dels primers llibres de Wölfflin, on ens explica les diferències que ell considera que hi ha entre les dues èpoques del Renaixement i el Barroc, tenint en compte que Wölfflin veia el Barroc com una de les millors èpoques.
"La disolución del Renacimiento es el tema del presente estudio. Este quiere ser una contribución a la historia de los estilos y no a la historia de los artistas. Mi propósito era observar los síntomas de la decadencia y reconocer, si fuera posible, en el <<relajamiento y en la arbitrariedad>> la ley que permitiría vislumbrar la vida interna del arte. Confieso que para mí es ésta la verdadera finalidad de la historia del arte. El paso del Renacimiento al barroco es uno de los capítulos más interesantes de la evolución artística moderna. Y si he intentado analizar este paso psicológicamente, no creo necesario justificarme previamente; sin embargo, quiero apelar a la indulgencia del lector. Este trabajo es un intento en todas las direcciones posibles. Considéresele como tal. En cuanto al proyecto de presentar paralelamente el barroco antiguo, he debido abandonarlo en el último momento. Este opúsculo se habría visto sobrecargado. Espero poder realizar muy pronto y en otro lugar esta curiosa comparación". Va ser en aquest primer llibre on es va poder veure en pràctica la influència de la teoria de l'empatia, però ja de forma guiada als seus ideals més interns, fins al punt de donar el contrast dels ideals de l'arquitectura del Renaixement i del Barroc d'aquesta manera: "El barroco exige masas anchas y pesadas. Las finas proporciones desaparecen. Los edificios comienzan a pesar más e incluso, aquí y allá, la forma amenza con socumbir bajo la presión"
- L'estil pintoresc:
  - És pintoresc el que constitueix un quadre, el que, sense necessitat d'afegir res, ofereix al pintor un model.[28]
  - Un temple antic de línies estrictes que no està en ruïnes no és un objecte pintoresc. La impressió arquitectònica pot ser tan forta en la realitat com es vulgui. En el quadre, l'edifici sembla monòton; l'artista modern haurà d'esforçar-se per crear, per mitjà d'efectes d'il·luminació, efectes atmosfèrics, i mitjançant el paisatge, l'interès necessari perquè valgui com a quadre. El realment arquitectònic quedarà en un segon pla.[28]
  - El pintoresc es basa en la impressió de moviments.[29]  
  - L'estil pintoresc utilitza el carbonet, el llapis de mangra i, fins i tot, un pinzell ample. No només el detall, sinó la composició en conjunt, es divideix en masses de clarobscur; grups sencers que es mantenen junts i oposats per una altra tonalitat lluminosa.[30]
  - L'estil pintoresc pot prescindir del color. No intenta extreure de cada color en particular la seva major força i puresa, ni ajuntar aquests elements per crear una harmonia, en la que cada un realci a l'altre en el seu efecte local.[31]
- El gran estil:
  - El Renaixement és l'art de la bellesa apreciable. El Barroc el que aporta no és animació regular, sinó sobretot èxtasis; tendeix a donar una impressió de l'instant, mentre que l'acció d'una obra del Renaixement és més lenta i més suau, però també més duradora: és un món que mai es voldria oblidar. No evoca la plenitud del ser, sinó el devanir, el que succeirà; no la satisfacció, sinó la insatisfacció i la inestabilitat. La pintura i l'art plàstic, igual que la arquitectura, tendeixen cada vegada més cap a allò gran i el grandíssim. És habitual no pensar en el bell més que en alguna cosa colossal.[32]
- Efecte de massa:
  - El barroc exigeix unes masses amples i pesades, les proporcions desapareixen, la lleugeresa del Renaixement desapareix. Aquesta forma més ample de l'estil del barroc es troba unida a una concepció completament nova de la matèria. Es podria dir que el barroc retira del mur l'element tectònic, on la massa perd la seva estructura interna.
  - En el Renaixement cada element era net i únic, en canvi, el barroc multiplica els elements. La primera raó d'aquesta multiplicació és l'existència de proporcions dimensionals anòmales. La forma aïllada ha perdut la seva força i ja no inspira confiança; a fi que l'expressió del motiu no sigui únicament a l'atzar, se la representa de forma doble o triple.
  - L'art del Renaixement se situa entre dos extrems i arriba a un perfecte equilibri entre l'amplada i la forma que es tanca. En el renaixement tot s'integra sense violència, tot disposa d'aire i d'espai; aquí la massa és comprimida[33]
- El moviment:
  - El Barroc concentra tota la força sobre un sol punt, arriba en aquest punt amb la major desmesura, mentre que les altres part segueixen a l'ombra i sense vida.
  - Contràriament al Renaixement, que tendeix a la permanència i a la immobilitat, el Barroc manifesta en la seva dimensió, el sentiment precís d'una direcció.[34]

#### Dificultats que es presenten
Quan es parla d'altres problemes i no només d'una visió interpretativa, trobem una sèrie de dificultats quan Wölfflin vol utilitzar la teoria de l'empatia, anteriorment explicada:
1. L'atribució d'aquesta teoria en dos papers incompatibles: el de voler donar un caràcter distintiu de l'arquitectura i el d'una explicació dels seus vincles amb la cultura circumdant.
2. La possible incapacitat de l'espectador al voler distingir els diversos elements arquitectònics.
3. La causa que provoca un canvi d'estil, vist com un canvi de gust.
4. La negació en la teoria del canvi en l'art del fet que l'estil no pot canviar sense necessitat de l'art. Wölfflin acabarà per donar suport a la teoria de Göller: el canvi artístic es dona quan un estil és ja tan familiar que ens fa sentir insensibles i els artistes busquen noves formes per elaborar les formes heretades. Per Wölfflin, l'home només és sensible amb les formes.[35]

### Die klassische Kunst(Art Clàssic) 1898
És en aquest llibre on es pot veure millor explicació del que Wölfflin entenia per l'equilibri i ordre de la sensibilitat de l'antiguitat, sobretot a l'escultura clàssica. En la part més teòrica va donar una explicació de l'art italià del Quattrocento fins al Cinquecento a través de tres ideals:
1. Els nous ideals: la clarificació del que és visible.
2. La nova bellesa: la simplificació de l'aparença.
3. Les noves formes pictòriques.

Cap a la segona meitat, Wölfflin comença a partir d'una base ja no tan influenciada per Buckhardt, quan comença a parlar de l'ascens de l'art antic en contraposició amb el declivi del qual parlava Buckhardt. Per Wölfflin els canvis socials i de tradició visual influeixen en aquell nou art, però sense considerar-ho del tot un canvi d'estil.
La resposta a tots els problemes que s'acaben plantejant en el llibre donen resposta al seu següent llibre, "Conceptes fonamentals de la història de l'art".

### Kunstgeschichtliche Grundbegriffe(Conceptes fonamentals de la història de l'art) 1915
Respon a la necessitat d'ordenar i conceptuar la gran quantitat de fets i dades que sorgeixen a l'estudi de l'art i la seva evolució històrica. Wölfflin fa unes anàlisis comparatives entre obras del Renaixement i del Barroc, arribant a la caracterització dels dos estils per la generalització de les seves diferències, a partir de conceptes contraposats i que caracteritzen l'estil personal d'un artista com l'estil d'una època.
Wölfflin estableix les pautes d'una història de l'art on es pugui seguir, en les seves fases, la gènesi de la visió moderna en totes les seves manifestacions: pintura, escultura, decoració i arquitectura. La capacitat analítica d'aquest llibre ha proporcionat, no només informació als estudiosos professionals de l'art, sinó també als que tan sols volen gaudir d'ell.
En aquesta obra es proposa demostrar que tot artista té el seu propi estil, encara que també hi pot haver estil nacional o d'un període determinat. Hi ha moltes característiques formals i del conjunt de totes elles, que resulta l'estil de la mirada d'una època. Per entendre-ho és necessari estudiar l'evolució de les formes. Wölfflin no fa altra cosa que destacar que les modificacions de la visió artística produeixen el pas d'un estil a un altre.
En la publicació de Kunstgeschichtliche Grundbegriffe (Conceptes fonamentals de la Història de l'Art), Wölfflin va formular cinc principis oposats o contraris en la forma i l'estil de l'art dels segles xvi i XVII que van demostrar un canvi en la naturalesa de la visió artística entre els dos períodes. Aquestes eren els següents:
| Renaixement       | Barroc            |
| ----------------- | ----------------- |
| Lineal            | Pictòric          |
| Superfície        | Profunditat       |
| Forma tancada     | Forma oberta      |
| Pluralitat        | Unitat            |
| Claredat absoluta | Manca de claredat |

- Del lineal (Fig. 1) (tècnica de dibuix, plàstic, en relació amb el contorn en la ideació projectada d'objectes) al pictòric (Fig. 2) (tàctil, observant pegats o sistemes de llum relativa i de color no local dins de l'ombra, fent ombra i integral de llum, i permetent-los reemplaçar o substituir el domini dels contorns com a límits fixos). El Barroc nega el contorn, en el sentit d'evitar que la figura es fixi en una silueta determinada.

|  |
|  |

- De la superfície (Fig. 3) a la profunditat (Fig. 4) (Des de la "Voluntat al pla" que ordena la imatge en estrats paral·lels al pla d'imatge, a plans que es tornen invisibles posant èmfasi en les relacions endavant i endarrere i comprometent l'espectador en la profunditat).

|  |
|  |

- De la forma tancada (Fig. 5) (tectònica) a la forma oberta (Fig. 6) (atectònica) (la forma tancada és la composició que és una entitat autocontinguda que en tots llocs apunta cap a ella mateixa, la típica forma d'estil cerimonial com la revelació de la llei, generalment entre les oposicions verticals i horitzontals; la forma oberta comprimeix energies i angles o línies de moviment que ha tot arreu arriben més enllà del quadre, i anul·la l'estructura vertical i horitzontal, tot i que, de forma natural, lligades per regles ocultes que permeten que la composició sigui autocontinguda.)

|  |
|  |

- De la pluralitat (Fig. 7) a la unitat (Fig. 8): (l'art clàssic aconsegueix la seva unitat fent que les parts siguin independents com a membres lliures, i el Barroc elimina la independència uniforme de les parts a favor d'un motiu total més unificat. En el primer cas la co-ordenació dels accents, en la segona la subordinació. Els múltiples detalls de la primera estan contemplats de manera única: la multiplicitat d'aquesta última serveix per disminuir la dominació de la línia, i per millorar la unificació del tot múltiple.

|  |
|  |

- De la claredat absoluta (Fig. 9) a la manca de claredat (Fig. 10) del subjecte: és a dir, des de la revelació exhaustiva de la forma del subjecte, a una representació pictòrica que deliberadament eludeix a la claredat objectiva per entregar una representació perfecta de la informació o aparença pictòrica obtenida per altres mitjans pictòrics.

|  |
|  |

Wölfflin estava seguint els passos de Vasari, entre d'altres, en idear un mètode per distingir el desenvolupament de l'estil al llarg del temps. Va aplicar aquest mètode a l'art de Trecentto, Quattrocento i Cinquecento en Die klassische Kunst (L'art clàssic) 1899, i després va desenvolupar encara més a Kunstgeschischtliche Grundbegriffe (Els principis de la història de l'art) 1915. Els principis de la història de l'art recentment s'han tornat més influents entre els historiadors de l'art i els filòsofs de l'art. The Journal of Aesthetics and Art Criticism, va publicar un número especial per commemorar el centenari de la publicació dels Principis el 2015, editat per Bence Nanay.

### Reflexionen über Kunstgeschichte(Reflexions sobre la història de l'art) (1941)
Wölfflin, amb aquest llibre, va voler deixar constància dels canvis del seu pensament, però també d'explicar de forma més acurada i profunda, alguns aspectes que van poder causar polèmica o no es van entendre del tot en el seu moment. Fa revisions del seu llibre "Conceptes fonamentals de la història de l'art" sobretot.
Des del començament ens parla sobre els principis fonamentals de l'art, i que van guiats segons la forma externa (la bellesa) i la interna (com es realitza la bellesa). L'evolució de la forma segons els seus propis criteris també forma part de la informació que transmet, com algunes de les particularitats a les que fa esment. Per fer referència al seu llibre "L'art clàssic", li dedica tot un capítol sencer anomenat "El classicisme", on la seva revisió la fa a partir de cinc aspectes: 
1. L'esperit plàstic: a partir de l'exigència de la claredat de l'aparença, la fe en les formes objectives i de la convicció que l'essència del món és a través d'una aprehensió plàstica.
2. La forma tancada i mesurada: les obres clàssiques tenen un grau excel·lent de consolidació formal perquè totes les seves parts són recíproques, tenen un ordre amb legalitat i la seva forma es troba dintre d'uns certs límits.
3. La grandesa i la simplicitat: la grandesa perquè per Wölfflin, l'art clàssic és l'art dels grans homes, i simple perquè no vol anar més enllà d'aquests.
4. La claredat: la figura clàssica comporta una transparència i la podem captar sense esforços.
5. La idealitat i la naturalesa: no hi ha només el real i l'anecdòtic, sinó tots els aspectes duradors i regulats que tinguin a veure amb el diví i la natura.

Però Wölfflin no ens mostra només certes revisions d'algunes de les seves obres anteriors, sinó que ens explica una història crítica de l'art, referint-se a desvelacions, basant-se en la idea del filòsof Kant, sense fer referències a problemes d'autenticitat i de qualitat.